# Bumijaya (Ciruas)
Bumijaya is een bestuurslaag in het regentschap Serang van de provincie Banten, Indonesië. Bumijaya telt 3758 inwoners (volkstelling 2010).